# روبن فنتون
روبن فنتون (بالإنجليزية: Reuben Fenton)‏ هو سياسي أمريكي، ولد في 4 يوليو 1819 في كارول في الولايات المتحدة، وتوفي في 25 أغسطس 1885 في جيمستاون في الولايات المتحدة. حزبياً، نشط في الحزب الجمهوري والحزب الديمقراطي. وقد انتخب حاكم نيويورك ‏ (1865 – 31 ديسمبر 1868) وانتخب عضو مجلس النواب الأمريكي عن دائرة New York's 33rd congressional district ‏ (4 مارس 1853 – 3 مارس 1855) وانتخب عضو مجلس الشيوخ الأمريكي (4 مارس 1869 – 3 مارس 1875).